# Yukio Shige
Yukio Shige (茂幸雄, Shige Yukio) é um agente da polícia japonês reformado e chefe de uma ONG que trabalha para prevenir suicídios nos penhascos de Tōjinbō na Prefeitura de Fukui no Japão. Acredita-se que o seu trabalho e o da ONG tenham salvo mais de 750 vidas. Ele é conhecido como o "chotto matte" ("Espere um momento"), pelas suas palavras para as pessoas que consideram o suicídio.

## Carreira policial
Shige trabalhou como polícia na Polícia da Prefeitura de Fukui por 42 anos, reformando-se aos 60 anos. A sua última colocação foi em Tōjinbō, em Sakai. Ele ficou horrorizado com a quantidade de cadáveres que teve que remover do oceano. Numa das suas últimas patrulhas antes de se reformar em 2003, ele conheceu um casal de idosos de Tóquio que era dono de um bar. Eles tinham grandes problemas de dívida e eram suicidas. Eles planearam lançarem-se no mar ao pôr do sol. Shige convenceu-os a não fazer isso e chamou uma viatura para os levar ao departamento de assistência social local. As autoridades locais simplesmente deram ao casal dinheiro suficiente para chegar à próxima cidade. Ele recebeu uma carta deles, enviada pouco antes do seu suicídio em Nagaoka, Niigata, cinco dias depois de os ter conhecido. Ele ficou ofendido com a frieza das autoridades e, após a sua reforma, começou a patrulhar os penhascos para tentar evitar suicídios.

## ONG de prevenção do suicídio
Em 27 de abril de 2004, Shige fundou a Kokoro ni Hibiku Bunshu Henshukyoku (Publicação para coleta de escritos que tocam o coração), que continua a trabalhar para prevenir suicídios em Tōjinbō. Em 2014, salvou a sua 500ª vida.
Em 2008, Shige relatou um aumento nas tentativas de suicídio após perdas de empregos entre funcionários temporários devido à crise financeira de 2007-08, conhecida como "choque Lehman" no Japão. No Japão, não é incomum que os funcionários vivam em dormitórios da empresa, então, se os trabalhadores perdem os seus empregos, eles também perdem as suas casas.[carece de fontes?]
A ONG possui seis apartamentos onde as pessoas podem ficar caso não tenham alojamento.
Durante a moda do Pokémon Go de 2016, o número de visitantes locais aumentou, reduzindo o número de visitantes suicidas nos penhascos de Tojinbo.
Em 2017, os 16 membros do grupo estavam a considerar usar drones para monitorizar os penhascos e observar pessoas suicidas. Em maio de 2017, o grupo tinha prevenido que 586 pessoas cometessem suicídio.

## Cultura popular
Em 2015, foi relatado que o trabalho de Shige seria retratados num documentário. Em 2017, Shige e a sua equipa de voluntários da ONG foram retratados num documentário do YouTube da Field of Vision intitulado "The Gatekeeper".[carece de fontes?]
Outro documentário foi lançado em 2018, feito pelo diretor francês Blaise Perrin. É intitulado La Ronde ("A Ronda").
A história de Yukio Shige também inspirou um romance francês, Le Cœur régulier (publicado em 2010), que foi então adaptado para o cinema com o mesmo nome (mas renomeado "Kokoro" para o público internacional).